# Juan Moisés Calleja García
Juan Moisés Calleja García (Ciudad de México, 4 de septiembre de 1918-Ciudad de México, 19 de marzo de 2016) fue un abogado, político y líder sindical mexicano, miembro del Partido Revolucionario Institucional. Ocupó numerosos cargos públicos entre los que estuvieron diputado federal, ministro de la Suprema Corte de Justicia y secretario General del Instituto Mexicano del Seguro Social durante más de 20 años, desde 1994 hasta su fallecimiento en 2016.

## Estudios
Juan Moisés Calleja García realizó sus estudios básicos en la Ciudad de México, de donde era oriundo, la educación media básica en la Escuela Secundaria Número 5 y la media superior en la Escuela Nacional Preparatoria.
En 1933 ingresó a cursar sus estudios profesionales en la entonces aún Escuela Nacional de Jurisprudencia y Ciencias Sociales de la Universidad Nacional Autónoma de México, de la cual recibió el título de Licenciado en Derecho en 1941, habiendo presentado la tesis profesional Los prácticos del puerto.

## Actividad profesional
De 1946 a 1948 impartió cátedra en la Facultad de Derecho de la UNAM; así mismo, también desempeñó la docencia en el Instituto Politécnico Nacional.
Muy pronto orientó su actividad profesional al derecho laboral y las actividades sindicales en la Confederación de Trabajadores de México (CTM), de la que fue Jefe del Departamento Jurídico desde 1946 hasta 1975. Además fue asesor jurídico de los siguientes sindicatos: Sindicato Nacional de Electricistas, Sindicato de la Industria del Cemento, Sindicado de Transportes "Fernando Amilpa" y Sindicato Nacional de Trabajadores de la Industria de la Radio y la Televisión.
Entre 1966 y 1968 y de 1973 a 1975 fue además Secretario General de la Tercera Delegación de la Sección X del Sindicato Nacional de Trabajadores de la Educación (SNTE) y representante de los trabajadores ante la Junta Federal de Conciliación y Arbitraje.

### Diputado federal
En cuatro ocasiones fue elegido diputado federal, las dos primeras por el Distrito 10 del Distrito Federal a la XLVI Legislatura de 1964 a 1967 y a la XLVIII Legislatura de 1970 a 1973. En ambas fue miembro de las comisiones del Distrito Federal, del Trabajo y de Estudios Legislativos.
Las dos últimas ocasiones fue diputado en representación del Distrito 29 del Distrito Federal a la LIII Legislatura de 1985 a 1988 y a la LV Legislatura de 1991 a 1994. Durante este última legislatura presidió la Cámara de Diputado entre mayo y junio de 1992.

### Ministro de la Suprema Corte de Justicia
En 1975 fue propuesto como ministro de la Suprema Corte de Justicia de la Nación por el entonces presidente Luis Echeverría Álvarez; aprobado por el Senado de la República, asumió el cargo el 17 de junio del mismo año y permaneció en él hasta su jubilación el 1 de noviembre de 1984. 
Durante su gestión como ministro estuvo adscrito a la Cuarta Sala.

### Secretario general del IMSS
El 18 de marzo de 1994 fue nombrado Secretario General del Instituto Mexicano del Seguro Social a propuesta de la Confederación de Trabajadores de México y permaneció en dicho cargo durante más de 20 años, hasta su fallecimiento en el cargo el 19 de marzo de 2016. Por problemas de salud, los últimos meses fue suplido en las actividades de su cargo por el director de Vinculación Institucional y Evaluación de Delegaciones.
Falleció en la Ciudad de México el 19 de marzo de 2016.